# Brasilianische Serenade
Brasilianische Serenade (Originaltitel Brazil) ist ein US-amerikanischer Musikfilm aus dem Jahr 1944 unter der Regie von Joseph Santley. Virginia Bruce und Tito Guízar spielen die Hauptrollen in dieser Geschichte um ein junges Paar, das erst nach diversen Verwicklungen zueinanderfindet. Das Drehbuch beruht auf einer Erzählung von Richard English.
Der Film war 1945 für drei Oscars nominiert.

## Handlung
Die amerikanische Schriftstellerin Nicky Henderson begibt sich nach Brasilien, um Recherchen für ein neues Buch anzustellen. Als die lokalen Reporter feststellen, dass sie die Autorin eines wenig schmeichelhaften Buches ist, das die provokante Frage stellt, was dafür sprechen könnte, dass man einen Mann lateinamerikanischer Abstammung heiratet?, bereitet man Nicky einen kühlen Empfang. Nur der Diplomat Rod Walker, ein ehemaliger Freund, der die junge Frau schon lange liebt, begrüßt sie freundlich. In einem Nachtclub macht er sie mit den berühmten Tänzern Veloz und Yolanda bekannt. Nicky möchte aber gern Eindrücke des echten Brasiliens sammeln. Als die Autorin in einem Reisebüro von Everett St. John Everett ist, trifft sie dort auf Miguel Soares, der sich ihr gegenüber als Reiseleiter ausgibt, da er glaubt, dass Nicky Reiseschriftstellerin ist. Miguel ist ein in Brasilien bekannter Komponist, der auch den Hit Brazil komponierte. Er ist sehr angetan von der schönen jungen Frau. Everett ist in Sorge, da ein neuer von Miguel komponierter Song bereits in zwei Wochen fertiggestellt sein muss. Der zeigt sich jedoch unbeeindruckt und meint, Nicky würde ihn inspirieren, sodass er den Termin einhalten könne. Nicky, die sowohl von Miguel als auch von Rod Walker begehrt wird, verlässt Rio zusammen mit Rod, um ihn auf die Ranch seines Freundes Señor Machada zu begleiten. Miguel, der darüber traurig ist, wird von Everett aufgeklärt, dass Nicky keine Reiseschriftstellerin, sondern die Verfasserin des Buches „Why Marry a Latin?“ ist. Der Brasilianer schwört daraufhin, dass er Nicky in sich verliebt machen werde, um ihr dann das Herz zu brechen.
Kurz darauf begibt er sich ebenfalls zur Ranch von Machada, der ein alter Freund seiner Familie ist. Dort bittet er Machada zu verbreiten, dass er nur portugiesisch spreche. Der erstaunten Nicky macht man weis, dass der Miguel, den sie als Reiseleiter kennengelernt habe, nicht identisch mit diesem Miguel sei, sondern sein berühmter komponierender Zwillingsbruder. Tatsächlich verliebt sich Nicky in Miguel und seine romantischen Songs. Als der Komponist, der sich ernsthaft in Nicky verliebt hat, ihr einen Heiratsantrag macht, nimmt sie diesen zu seiner großen Freude an. Da Everett Sorge hat, dass Miguel seinen Verpflichtungen als Komponist nicht gerecht wird, offenbart er Nicky nach einigen Tagen, dass es nur einen Miguel gebe und dieser mit ihrer Zuneigung spiele, um sich für ihr Buch zu rächen. Todunglücklich kehrt Nicky daraufhin nach Rio zurück, während Miguel sein Lied beendet. Da es in der Stadt Reisebeschränkungen wegen des Krieges gibt, muss Nicky vorerst bleiben und nimmt zusammen mit Rod am Karneval teil. Überall wird Miguels Lied gespielt. Er bekommt einen Preis für seinen Song, kann sich aber nicht richtig freuen. Everett sorgt dafür, dass das Paar sich in einer Discothek, wo Miguel singt, wiederfindet.

## Produktion und Hintergrund
Gedreht wurde von Anfang Juni bis Ende Juli 1944. Der Film hatte am 14. November 1944 in St. Louis Premiere, am 16. November 1944 startete er dann in den Kinos von New York. George Parrish war für die Orchester-Arrangements verantwortlich, Ary Barroso und Ned Washington komponierten und texteten, ebenso wie Alvaro de S. Carvalho, Aloysio Oliveira, Hoagy Carmichael und SK Russell. Billy Daniels choreografierte und inszenierte die Tanzszenen. In einer der letzten Szenen ist der Country-Sänger und Schauspieler Roy Rogers zu sehen, der Hands Across the Border singt.
Laut Daily Variety und The Hollywood Reporter verbrachte der Autor Richard English mehrere Monate in Südamerika um Recherchen anzustellen und eine Geschichte um den Song Brazil zu schreiben. Das Studio soll eng mit verschiedenen amerikanischen und brasilianischen Beamten zusammengearbeitet haben, um möglichst genau in der Beschreibung zu sein. Howard Lydecker führte das Kamerateam und es entstanden viele Hintergrundbilder in Rio de Janeiro und anderen Gebieten Brasiliens. So sind im Film beispielsweise Szenen der Kaffeeplantagen, vom Karneval und diverse touristische Sehenswürdigkeiten zu sehen. Billy Daniels, der im Film auch selbst tanzt, wurde von Paramount Pictures ausgeliehen. Mexicana, ebenfalls ein Film von Republic Pictures, der 1945 unter Alfred Santells Regie entstand, und in dem man wiederum Tito Guízar in einer Hauptrolle besetzte, hat fast die gleiche Handlung wie Brazil.

## Kritik
In einer Kritik der New York Times hieß es, dass das Filmskript weit davon entfernt sei, Aufsehen erregend zu sein. Die Lieder und Tänze seien melodisch und lebhaft, die Handlung allerdings so spannend wie eine Siesta. Hervorgehoben wurden die Songs Rio de Janeiro und Upa Upa sowie die Schönheit von Virginia Bruce.
Variety lobte die Bildgestaltung von Robert North, der ausgeklügelte Hintergrundbilder liefere, wobei auch den Szenen aus dem Karneval in Rio besondere Bedeutung beizumessen sei.

## Auszeichnungen/Nominierungen
- Daniel J. Bloomberg, nominiert in der Kategorie „Bester Ton“. Der Oscar ging an Edmund H. Hansen und den Film Wilson.
- Ary Barroso und Ned Washington, nominiert in der Kategorie „Bester Song“ mit dem Lied Rio de Janeiro. Der Oscar ging an Jimmy Van Heusen und Johnny Burke und das Lied Swinging on a Star aus dem Film Der Weg zum Glück (Going My Way).
- Walter Scharf, nominiert in der Kategorie „Beste Filmmusik (Musikfilm)“. Der Oscar ging an Carmen Dragon und Morris Stoloff und den Film Es tanzt die Göttin (Cover Girl).